# Consorte Yu
Consorte Yu (muerta en 202 a. C.), nombre personal Yu Miaoyi, también conocida como "Yu la Bella", fue una concubina del caudillo Xiang Yu quién compitió con Liu Bang ("Emperador Gao"), fundador de la dinastía Han por la supremacía en China durante la contienda Chu–Han (206–202 a. C.).

## Vida
Se desconoce su fecha de nacimiento y hay dos versiones de sus orígenes. La primera señala que era de la ciudad de Yanji (顏集镇) en el Condado Shuyang, mientras la otra reclama que era de Suzhou, aunque ambas apuntan a que nació en las proximidades de la actual Jiangsu.
En 209 a. C., Xiang Yu y su tío Xiang Liang iniciaron una revolución para derrocar a la dinastía Qin. Yu Ziqi (虞子期), el hermano mayor de la Consorte Yu, servía en el ejército de Xiang Liang como general. La consorte Yu conoció a Xiang Yu, se enamoró de él y se convirtió en su concubina. Desde entonces, le había estado acompañando en sus campañas militares negándose a quedar atrás.
En 202 a. C., Xiang Yu fue sitiado en la batalla de Gaixia por las fuerzas combinadas de Liu Bang (Rey de Han), Han Xin y Peng Yue. El ejército Han empezó a cantar canciones populares de la tierra natal de Xiang Yu, Chu, para crear la falsa impresión de que la habían conquistado. La moral de las tropas de Xiang Yu se desplomó y muchos soldados desertaron. Desesperado, Xiang Yu se entregó al alcohol y cantó la Canción de Gaixia para expresar su dolor. La Consorte Yu danzó un baile de espada cantando otro verso a cambio. Para impedir que Xiang Yu se distrajera con su amor, la Consorte Yu se suicidó arrojándose sobre la espada de Xiang Yu al terminar de cantar. Fue enterrada en Gaixia.
Una "Tumba de la Consorte Yu" se encuentra en el condado de Lingbi, Anhui.

## Canción de la Consorte Yu
Este verso fue cantado por la Consorte Yu después de que Xiang Yu cantó la Canción de Gaixia. Se suicidó con la espada de Xiang Yu al terminar de cantar.
| 漢兵已略地， | El ejército Han ha conquistado nuestra tierra; |
| 四面楚歌聲。 | Rodeado con el canto de Chu;                   |
| 大王義氣盡， | Los espíritus de mi señor están bajos;         |
| 賤妾何聊生。 | Por qué entonces debería vivir?                |

## En la cultura popular
El idilio de Xiang Yu y la Consorte Yu ha sido el tema de obras teatrales, películas y series televisivas, a pesar de no quedar en la historia demasiado sobre la Consorte Yu. La historia fue recreada en la ópera de Pekín Adiós a mí concubina. Una novela del mismo título de Lilian Lee fue adaptada al cine por Chen Kaige en la galardonada Adiós a mi concubina. Poetas como Su Shi, He Pu y Yuan Mei escribieron poemas sobre la Consorte Yu también. Actrices como Idy Chan, Melissa Ng, Kristy Yang, Rosamund Kwan y Liu Yifei la han representado en las películas y series televisivas.
En el videojuego para teléfono móvil Fate/Grand Order aparece como servant del 3er Lostbelt en el capítulo 2 Fate Grand Order: Cosmos in the Lostbelt.